# Contea di Fanchang
La contea di Fanchang (繁昌县S, FánchāngP) è una contea della Cina, situata nella provincia dell'Anhui.